# Jan Stenström

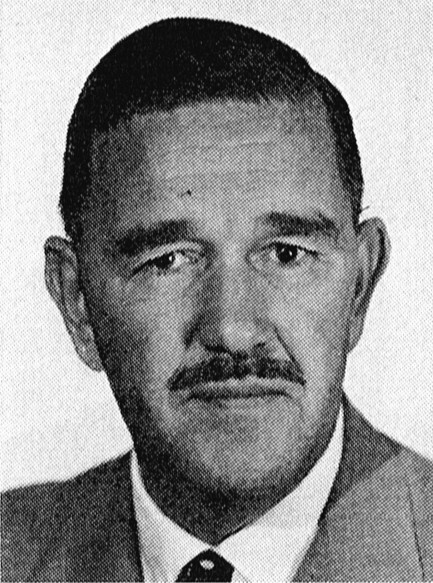
Jan Stenström

Carl Jan Stenström, född 9 december 1906 i Stockholm, död 19 december 1991, var en svensk diplomat och jurist.

## Biografi
Stenström var son till landshövding Karl Stenström och Selma Pettersson. Han avlade filosofie kandidatexamen 1928 och tog reservofficersexamen 1930 innan han 1935 avlade juris kandidatexamen och blev attaché vid Utrikesdepartementet (UD) samma år. Han tjänstgjorde vid konsulatet i Chicago 1936-1937 och var tillförordnad vicekonsul i San Francisco 1937. Stenström var därefter attaché i Ankara 1937-1939, andre sekreterare vid UD 1939-1942, sekreterare vid handelskommissionen 1942-1943, förste legationssekreterare i Rio de Janeiro 1943-1947, förste sekreterare vid UD 1947-1948, byråchef 1948-1951, legationsråd och tillförordnad chargé d’affaires i Lissabon 1951. Han var sändebud där 1953-1955, i Rio de Janeiro 1955-1960, utrikesråd och chef UD:s personalavdelning 1960-1963, chef UD:s administrativa avdelning 1963 och sändebud i Ankara 1964-1968 samt Madrid 1969-1972.
Stenström var även svensk medlem i neutrala kommissionen för krigsfångefrågor i Korea 1953-1954.
Han gifte sig 1937 med Aina Nordgren (född 1907), dotter till byggmästare Claes Nordgren och Hilma Carlson. Stenström är far till Klas (född 1939), Torun (född 1942) och Staffan (född 1944).

## Utmärkelser
Stenströms utmärkelser:
- Kommendör av Nordstjärneorden (KNO)
- Storkorset av Portugisiska Kristiorden (StkPKO)
- Storkorset av Brasilianska Södra korsets orden (StkBrasSKO)
- Kommendör av Japanska Spegelorden eller Helgade skattens orden (KJHSO)
- Kommendör av Ungerska republikens Förtjänstorde (KUngRFO)
- Officer av Italienska kronorden (OffItKrO)
- Riddare av Danska Dannebrogsorden (RDDO)